# Coelophysoidea
De Coelophysoidea zijn een groep theropode dinosauriërs. 
Baron Nopcsa benoemde in 1923 impliciet een superfamilie Coelophysoidea door de onderfamilie Coelophysinae te benoemen; hoewel deze interpretatie slechts opgaat als we aannemen dat de familie Podokesauridae ongeldig is omdat Podokesaurus een nomen dubium is. 
De eerste keer dat het woord echt opduikt is in 1994 als Thomas Holtz het gebruikt voor een klade. De eerste definitie was door Paul Sereno in 1998: alle Ceratosauria die nauwer verwant zijn aan Coelophysis dan aan Carnotaurus. In 1999 gaf Padian een, zo meende hij, substantieel overeenkomende definitie waarbij echter in plaats van Carnotaurus, Ceratosaurus gebruikt werd. 
Deze definities hebben als nadeel dat ze als uitgangspunt hebben dat Coelophysis inderdaad een ceratosauriër is, iets wat de laatste tijd nogal omstreden is geraakt. Daarbij is de positie van Carnotaurus tegenwoordig ook al omstreden.
Sereno gaf in 2005 een verbeterde definitie zonder die nadelen: de groep bestaande uit Coelophysis bauri en alle soorten nauwer verwant aan Coelophysis dan aan Carnotaurus sastrei of Ceratosaurus nasicornis.
De groep bestaat uit kleine vormen die leefden van het Pliensbachien tot het Toarcien.
Een mogelijke indeling is de volgende:
- COELOPHYSOIDEA
  - Sarcosaurus
  - Halticosaurus
  - Gojirasaurus
  - Coelophysidae
    - Coelophysis
    - Dolichosuchus
    - Megapnosaurus ("Syntarsus")
    - Podokesaurus
    - Procompsognathus
    - Pterospondylus
    - Liliensternus
    - Segisaurus

  - Dilophosauridae
    - Zupaysaurus
    - Dilophosaurus
    - Dracovenator